# Contarinia molluginis
Contarinia molluginis är en tvåvingeart som först beskrevs av Ewald Rübsaamen 1889.  Contarinia molluginis ingår i släktet Contarinia och familjen gallmyggor. Inga underarter finns listade i Catalogue of Life.